# Firozpur Cantonment
Firozpur Cantonment is een kantonnement in het district Firozpur van de Indiase staat Punjab. 

## Demografie
Volgens de Indiase volkstelling van 2001 wonen er 57.418 mensen in Firozpur Cantonment, waarvan 60% mannelijk en 40% vrouwelijk is. De plaats heeft een alfabetiseringsgraad van 75%. 